# Oerstedia zebra
Oerstedia zebra är en djurart som tillhör fylumet slemmaskar, och som först beskrevs av Chernyshev 1993.  Oerstedia zebra ingår i släktet Oerstedia och familjen Oerstediidae. Inga underarter finns listade i Catalogue of Life.